# Барон Веджвуд

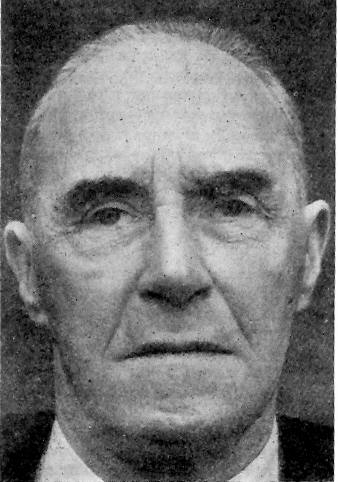
Джозайя Клемент Веджвуд, первый барон Веджвуд (1872—1943)

Барон Веджвуд из Барластона в графстве Стаффордшир (англ. Baron Wedgwood, of Barlaston in the County of Stafford,) — наследственный титул в системе Пэрства Соединённого королевства. Он был создан 21 января 1942 года для британского военного и политика Джозайи Веджвуда (1872—1943). Он был потомком Джозайи Веджвуда (1730—1795), основателя гончарной династии Веджвудов. Ранее Джозайя Веджвуд был депутатом Палаты общин Великобритании от Ньюкасла-андер-Лайма (1906—1942) и занимал должность канцлера герцогства Ланкастерского в 1924 году.
По состоянию на 2025 год носителем титула являлся правнук первого барона, Пирс Энтони Уэймут Веджвуд, 5-й барон Веджвуд (род. 1944), который стал преемником своего двоюродного брата в этом же году.
Сэр Ральф Льюис Веджвуд (1874—1956), младший брат 1-го барона Веджвуда, в 1942 году получил титул баронета из Этрурии в графстве Стаффордшир.

## Бароны Веджвуд (1942)
- 1942—1943: Полковник Джозайя Клемент Веджвуд, 1-й барон Веджвуд (16 марта 1872 — 26 июля 1943), третий сын Клемента Фрэнсиса Веджвуда[англ.] (1840—1889)[1];
- 1943—1959: Фрэнсис Чарльз Боуэн Веджвуд, 2-й барон Веджвуд[англ.] (20 января 1898 — 22 апреля 1959), старший сын предыдущего[2];
- 1959—1970: Хью Эверард Веджвуд, 3-й барон Веджвуд[англ.] (20 апреля 1921 — 25 апреля 1970), единственный сын предыдущего[3];
- 1970—2014: Пирс Энтони Уэймут Веджвуд, 4-й барон Веджвуд[англ.] (20 сентября 1954 — 29 января 2014), единственный сын предыдущего[4];
- 2014 — н. в.: Энтони Джон Веджвуд, 5-й барон Веджвуд (род. 31 января 1944), старший сын Джона Веджвуда (1919—2007), внук Джозайи Веджвуда (1899—1968), правнук 1-го барона Веджвуда[5];
  - Наследник титула: достопочтенный Джозайя Томас Энтони Веджвуд (род. 20 апреля 1978), единственный сын предыдущего[6].